# Dodecylsíran sodný
Dodecylsíran sodný (natrium-dodecyl-sulfát, zkr. NaDS či SDS, z angl. sodium dodecyl sulfate, či SLS, sodium lauryl sulfate) je iontová povrchově aktivní látka používaná v celé řadě čisticích a hygienických prostředků. Chemicky je to sodná sůl organosulfátu, přičemž tento organosulfát má 12 uhlíků a je připojen k záporně nabité sulfátové skupině. Má díky své stavbě tzv. amfifilní charakter, který jej předurčuje k detergentním vlastnostem – dvanáctiuhlíkatý řetězec je hydrofobní, sulfátová skupina vykazuje silně hydrofilní rysy.

## Využití
Je vhodný k odstraňování mastných skvrn a je tedy součástí různých odmašťovačů motorů, čisticích prostředků na podlahu či k mytí aut, v nižších koncentracích se používá i v zubních pastách, šamponech a pěnách na holení. V bublinových koupelích vytváří kýženou pěnu.
Dále se SDS běžně využívá i v biochemické laboratoři. Je nezbytnou součástí některých typů elektroforézy proteinů, které se podle této látky označují jako SDS-PAGE. SDS se přidá k suspenzi proteinů, zahřeje se a dojde k jejich denaturaci. Navíc je pomocí SDS maskován individuální náboj proteinů a vznikají záporně nabité denaturované částice, jejichž náboj je přímo úměrný jejich hmotnosti.

## Vliv na zdraví
U citlivějších jedinců může delší vystavení SDS vyvolávat vyrážku. Nemá však rakovinotvorné účinky (při aplikaci na kůži, ale ani při konzumaci) a oproti starším studiím se zdá, že nemá vliv ani na vznik ústních aftů.